# یخچال خشتی ورودی ابرکوه
یخچال خشتی ورودی ابرکوه یا یخچال آقا مربوط به دوره قاجار است و در ابرکوه، کنار خیابان شهید بهشتی واقع شده و این اثر در تاریخ ۱۷ اسفند ۱۳۸۱ با شمارهٔ ثبت ۷۷۵۲ به‌عنوان یکی از آثار ملی ایران به ثبت رسیده‌ است.

## معماری

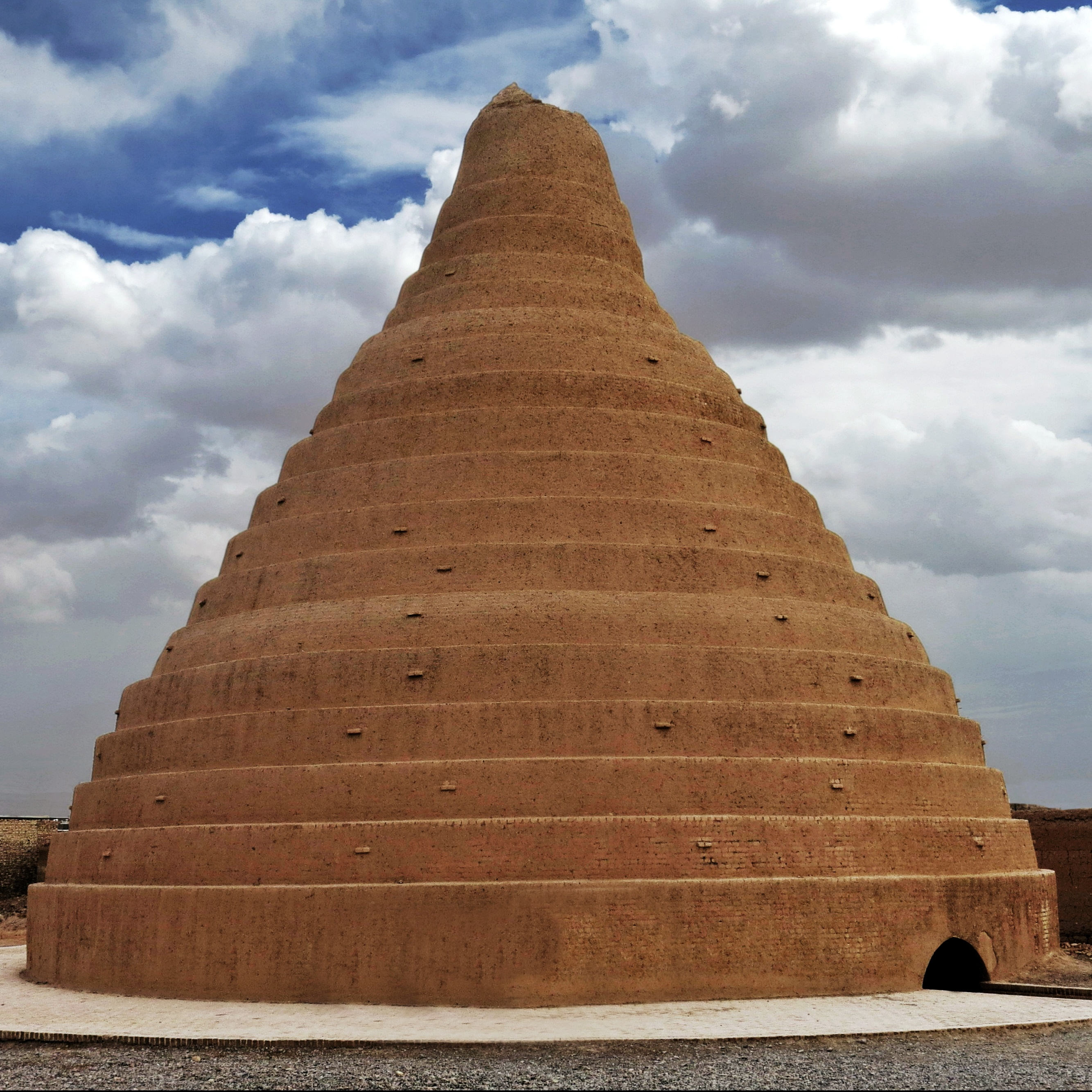
یخچال آقا

یخچال ابرکوه بنایی مخروطی شکل با پلانی گِرد و مدور است که به صورت پله‌ای ساخته شده‌است. این سازه در حدود دوازده متر بلندا دارد و نزدیک به همین مقدار نیز ژرفا دارد و دیرینگی آن به دوره قاجاریه می‌رسد.
سطح کف درونی ساختمان، گودتر از سطح زمین‌های برونی ساخته شده‌است. یخچال‌ها دارای چهار بخش اصلی دربرگیرنده حوض‌بند، انباره یخ، دیوارهای سایه‌انداز و گنبد بزرگ روی انباره هستند. مصالح به‌کار رفته در بنا، سنگ و خشت‌خام و گِل و چوب و آهک است. در آغاز نزدیک به ۵۰ سانتی‌متر را با مصالح سنگ، ملات، ماسه و آهک بنا می‌کرده و باقی را با خشت و گل می‌ساخته‌اند. از ویژگی‌های برجسته این سازه طرح و فرم ساخت آن است.
سازندگان بنا در طراحی و ساخت یخچال به نکات مهمی مانند سرمایش کافی برای نگهداری یخ، نوع مصالح ساختمانی سازه، چگونگی فرآوری یخ و عایق‌کاری بنا توجه داشته‌اند و هر یخچال بخشهایی مانند دیوارهای سایه‌انداز، حوضچه‌های فرآوری یخ و چالهٔ بزرگ مخروطی‌شکل داشته که بر فراز چاله، گنبد بزرگ خشتی بنا شده‌است. دیوار گنبد در پایین آن قطر زیادی دارد و هرچه به رأس نزدیک‌تر می‌شود، از قطر آن کاسته می‌شود. گاه معمار برخی یخچالها برای کاستن از فشار وارد بر گنبد، آن را به صورت پله پله ساخته است.
ورودی انباره یخ بیشتر رو به شمال قرار داشته و به‌وسیلهٔ سطحی شیب‌دار، برای جابجایی آسان یخ به حوضچه‌ها مرتبط می‌شده است. از آنجا که گرما در بلندای فراتری جای می‌گیرد، بلندای بسیار یخچال‌ها هم برای ذوب نشدن یخ‌ها در روزهای گرم تابستان بوده‌است.

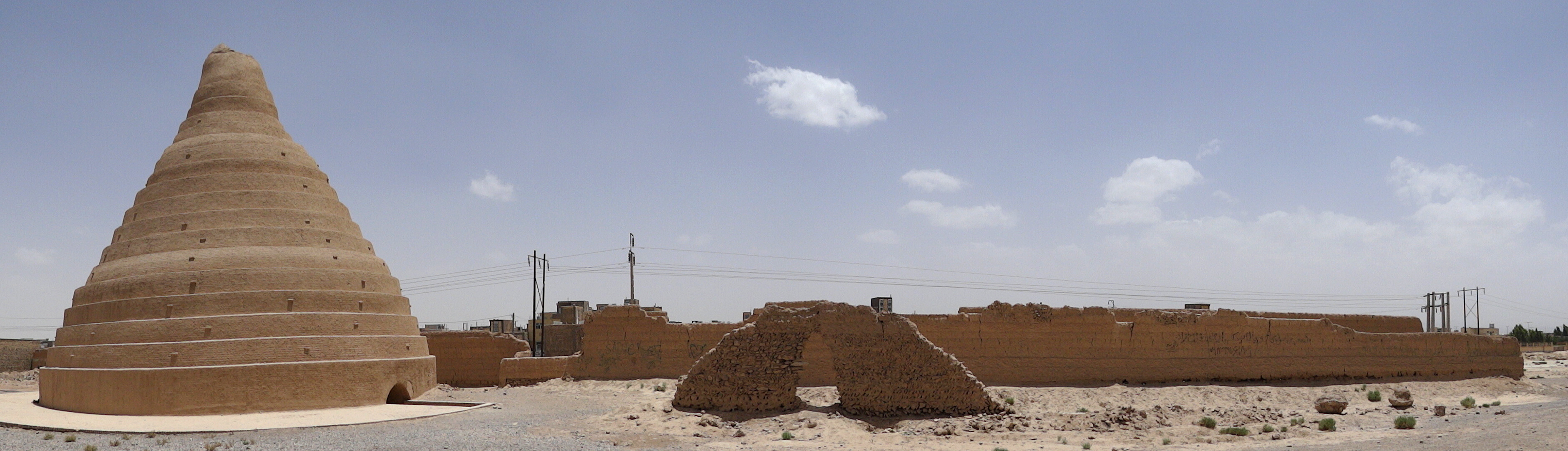
پانورامایی از یخچال خشتی ابرکوه

## کاربرد
این بنا در گذشته محل فرآوری و انبار کردن یخ بوده‌است. تنها راه ورودی آن دریچه کوچکی است که برای بیرون آوردن یخ در فصل تابستان کاربرد داشته‌است. در بیشتر موارد یخچال‌های خشتی در مالکیت خان‌ها و اشراف بوده و در برخی موارد هم فرد نیکوکاری آن را برای استفاده مردم می‌ساخته و وقف می‌کرده است.

## نگارخانه

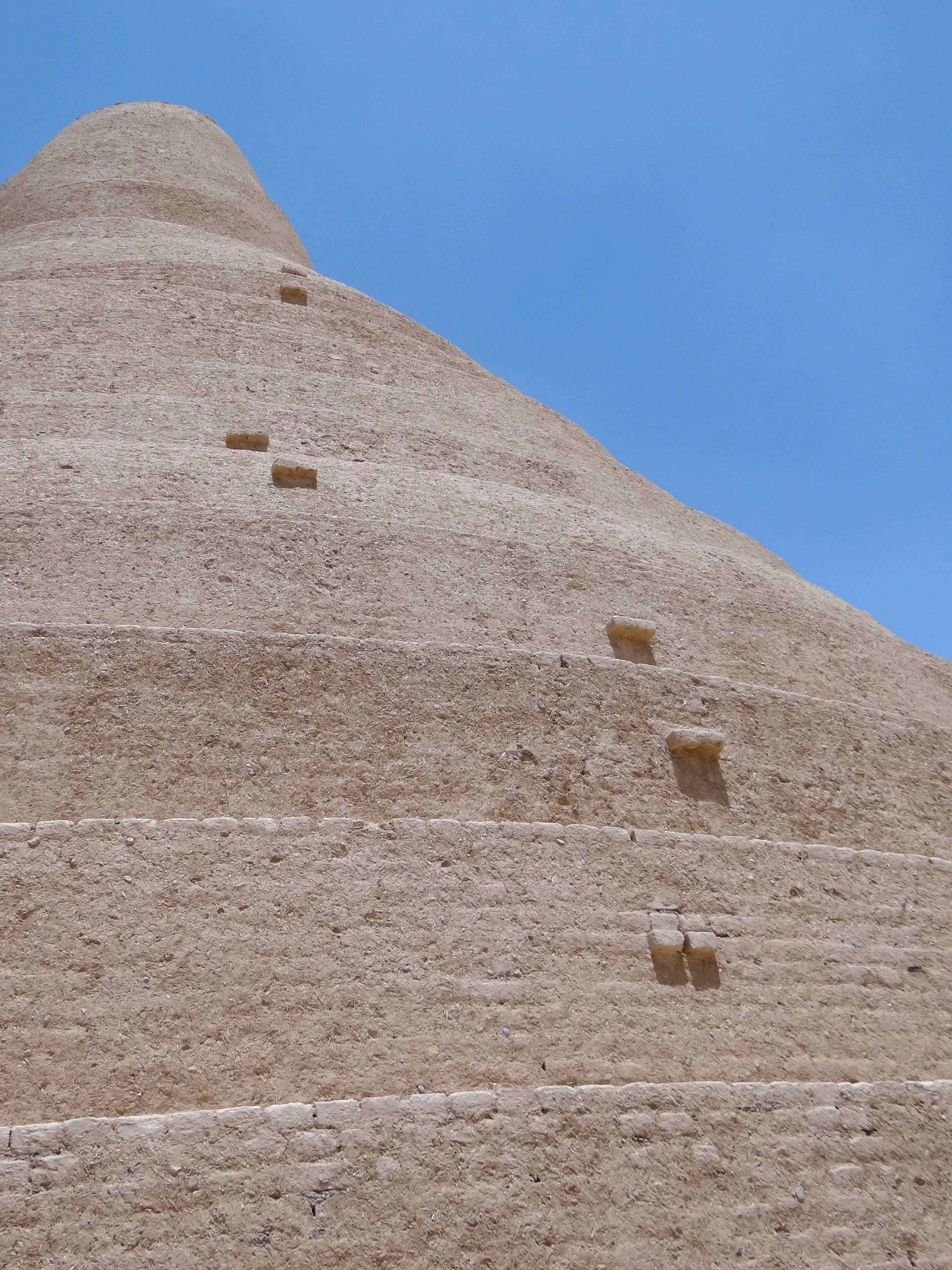
جزئیات طراحی نمای بیرونی
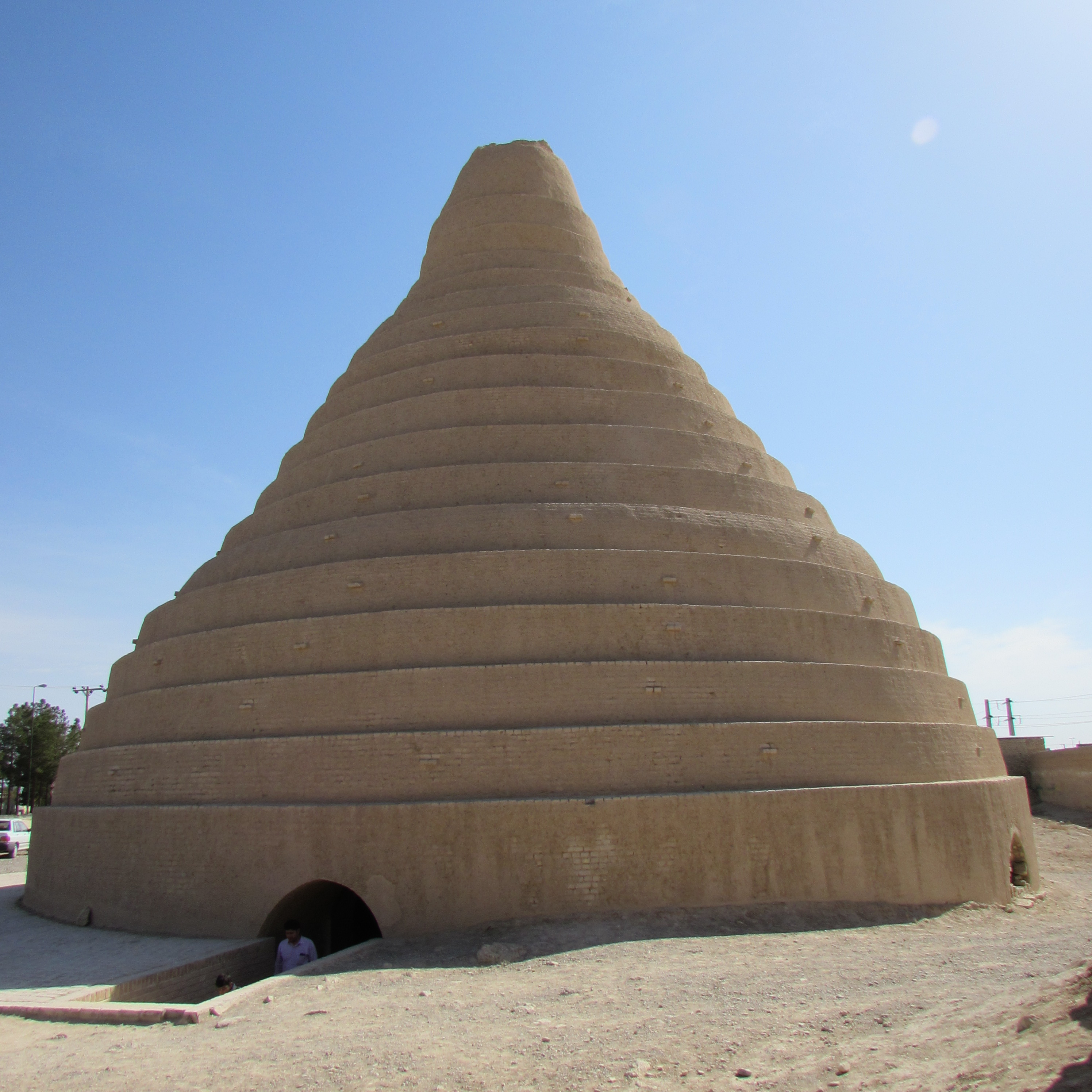
در ورودی یخچال
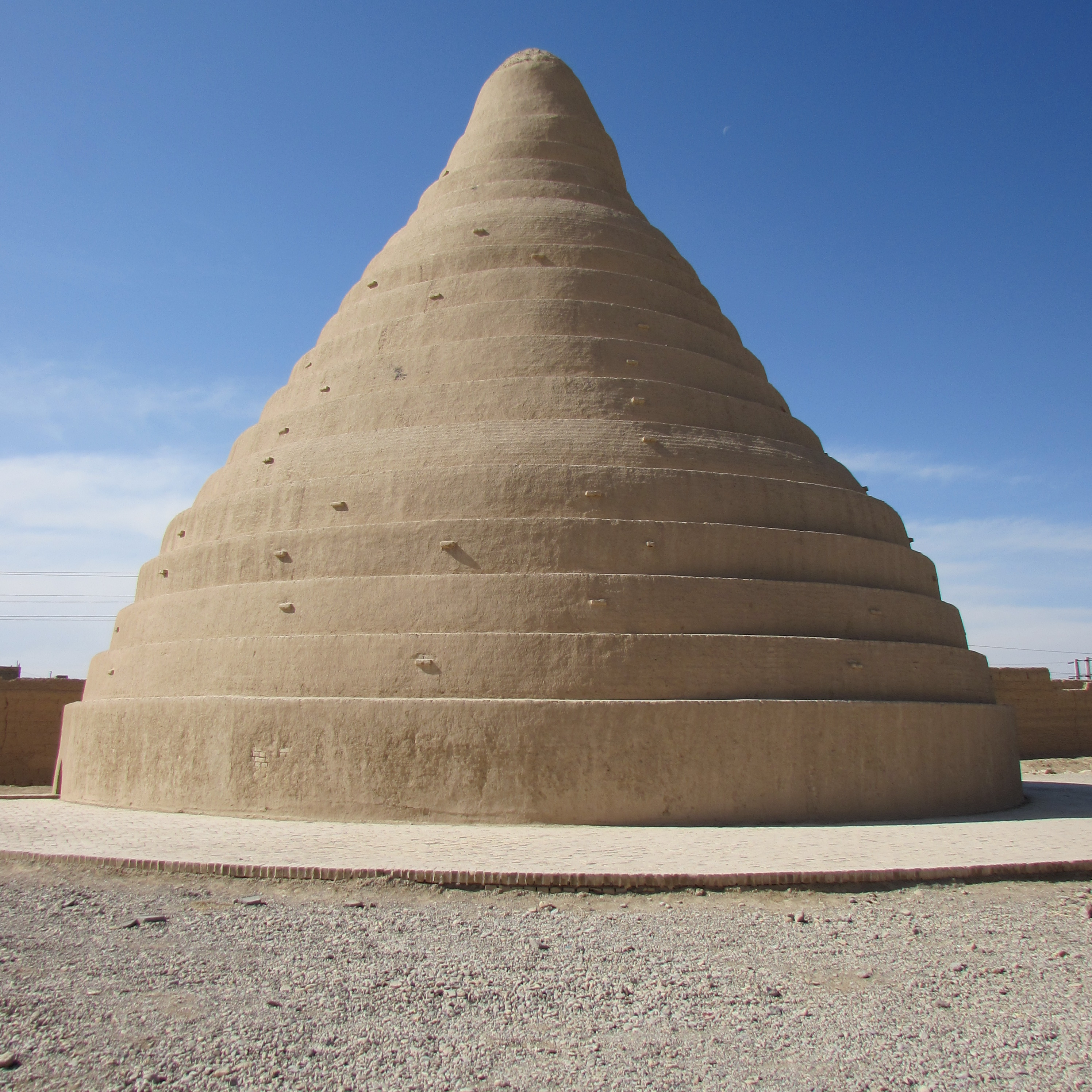
سازه یخچال
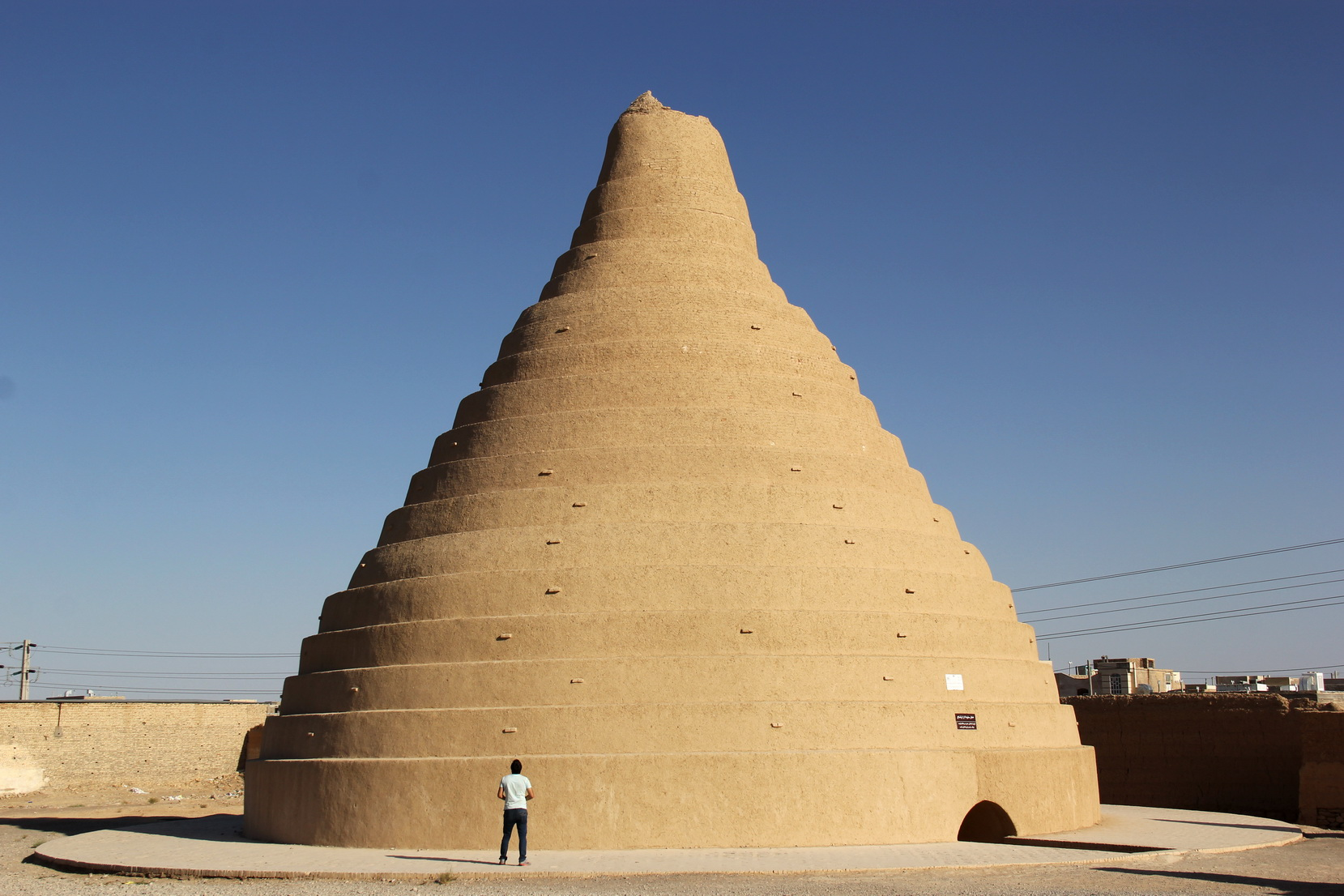
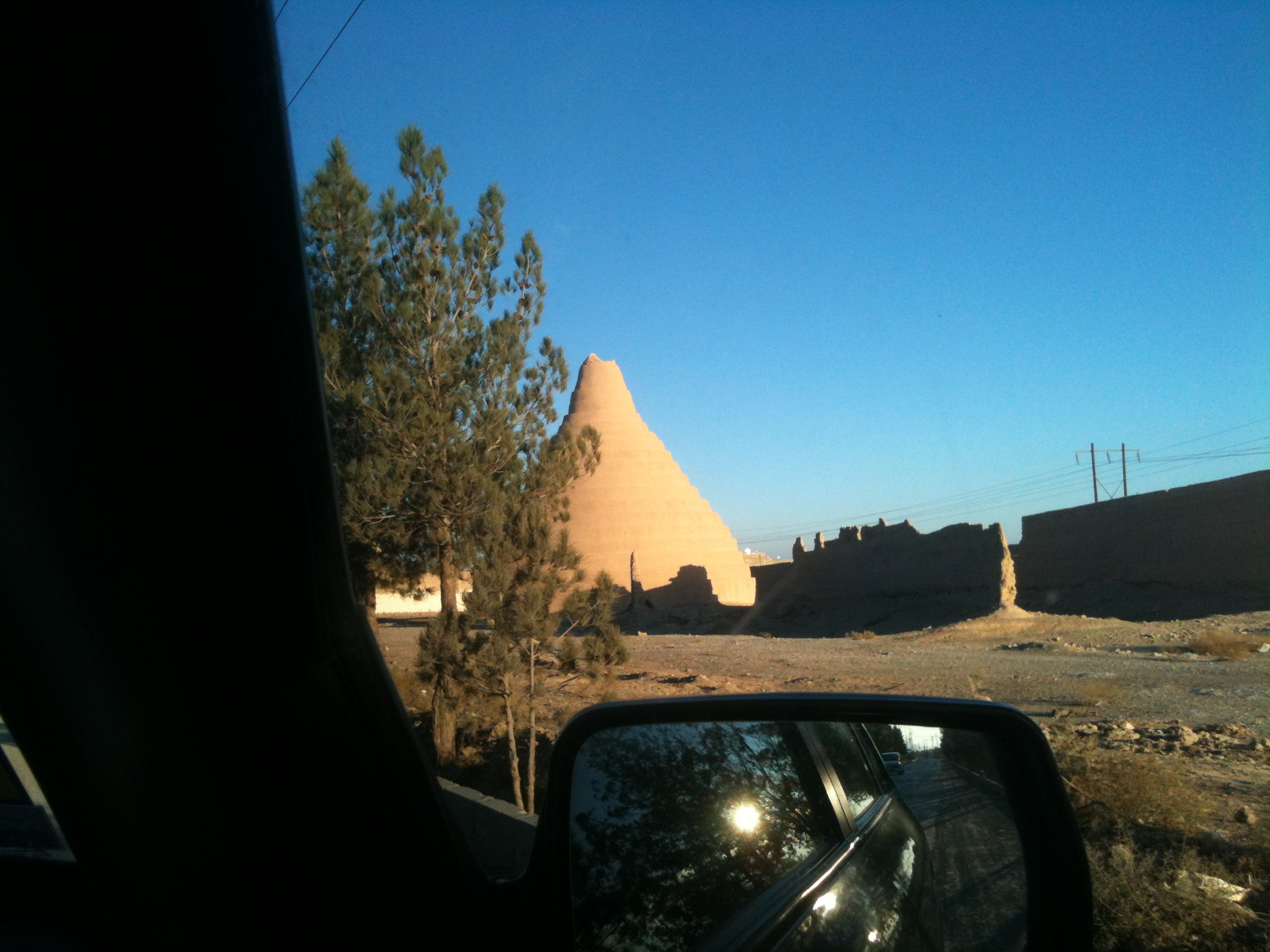
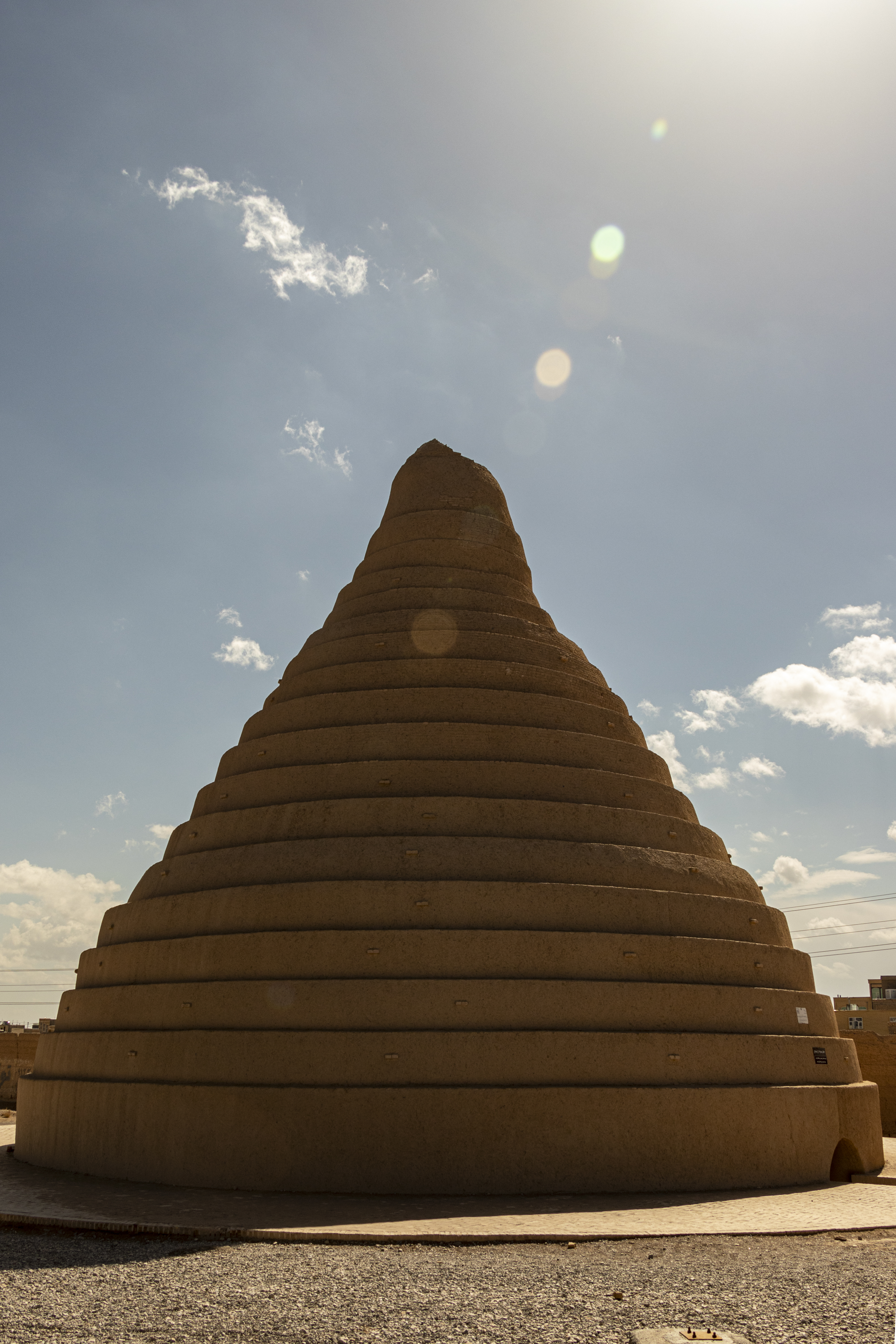
یخچال ابرکوه